# Clibanarius fonticola
Clibanarius fonticola is een tienpotigensoort uit de familie van de Diogenidae. De wetenschappelijke naam van de soort is voor het eerst geldig gepubliceerd in 1990 door McLaughlin & Murray.